# HMS Agincourt (1913)
Pour les autres navires du même nom, voir HMS Agincourt.
Le HMS Agincourt est un dreadnought construit au Royaume-Uni au début des années 1910. Ce cuirassé avait la particularité d'être le cuirassé portant le plus de canons lourds (quatorze) et le plus de tourelles (sept) de l'époque. À l'origine construit pour la Marine brésilienne, il fut ensuite vendu à la Marine ottomane. Sa saisie lors de la déclaration de guerre, le 2 août 1914, fut durement ressentie dans l'Empire ottoman.

## Histoire
Le Brésil commande le navire sous le nom de Rio de Janeiro au chantier naval Armstrong Whitworth. Cependant, la fin de la fièvre du caoutchouc et le réchauffement des relations avec le grand rival argentin conduit à une vente à l'Empire ottoman.
Les Ottomans renomment le navire Sultan Osman I, d'après le fondateur de l'empire. Un deuxième est commandé, le Resadiye. Le prix d'achat fut financé par une souscription publique et versé d'avance. Le capitaine ottoman Raouf Bey devait les réceptionner le 2 août 1914, mais la déclaration de guerre poussa Winston Churchill, Premier Lord de l'amirauté, à le faire saisir pour annuler une menace.  
Cependant, contrairement au Resadiye, il fut acquis par les Ottomans et effectua des opérations en mer Noire, jusqu'au début de 1916, alors qu'à l'extérieur des Dardanelles, il fut repris par les troupes britanniques. 
Renommé Agincourt par la Royal Navy, il rejoint la Grand Fleet dans la mer du Nord. Il passe le plus clair de son temps en patrouilles et en exercices, malgré sa participation à la bataille du Jutland avec la 1re escadre en 1916. Il est mis en réserve en 1919 et envoyé à la casse en 1922 afin de respecter les clauses du traité naval de Washington.